# Ван Юйбо
Ван Юйбо (кит. 王予波, род. январь 1963, Чжэньпин, Хэнань) — китайский государственный и политический деятель, губернатор провинции Юньнань с 25 ноября 2020 года.
Член Центрального комитета Компартии Китая 20-го созыва.

## Биография
Родился в январе 1963 года в уезде Чжэньпин городского округа Наньян, провинция Хэнань.
В 1984 году окончил Цинхайский педагогический университета по специальности «китайский язык и литература». В том же году вступил в Коммунистическую партию Китая. Позднее без отрыва от основной работы учился в аспирантуре Центральной партийной школы КПК.
С января 1989 года работал в администрации Народного правительства провинции Цинхай. В апреле 2000 года — заместитель начальника управления образования администрации и секретарь партотделения КПК этого управления. В июне 2003 года назначен на пост заместителя секретаря партбюро КПК Народного правительства провинции. В феврале 2008 года — начальник управления образования, глава партотделения и секретарь по воспитательной работе парткома КПК провинции Цинхай.
В феврале 2012 года вступил в должности заместителя секретаря парткома КПК города Синин, мэра Синина и первого заместителя главы администрации Сининской национальной зоны экономического и технологического развития по совместительству, в декабре следующего года возглавил администрацию зоны.
В мае 2015 года перешёл на позицию второго по перечислению заместителя секретаря парткома КПК провинции Цинхай, член Постоянного комитета парткома. В марте 2017 года занял должность первого вице-губернатора, в августе того же года одновременно возглавил провинциальную Школу управления.
5 июня 2019 года переведён в Юньнань заместителем секретаря парткома КПК провинции. 25 ноября 2020 года решением 21-й сессии Постоянного комитета Собрания народных представителей Юньнани назначен исполняющим обязанности губернатора провинции.
29 января 2021 года утверждён в должности губернатора провинции Юньнань на очередной сессии Собрания народных представителей.